# Cappella del Cristo
La cappella del Cristo è un edificio religioso situato nel territorio comunale di Grosseto, a pochi chilometri dalla frazione comunale di Marina di Grosseto. La sua ubicazione è nella località denominata Il Cristo, che si sviluppa lungo la strada per il capoluogo maremmano, presso la quale è situata.
La chiesetta fu edificata agli inizi del Novecento, come luogo di culto e di preghiera per i fattori e gli operai che prestavano servizio all'interno della vicina tenuta di San Vincenzo d'Elba. In seguito, proprio in prossimità della cappella e della strada, si sviluppò il moderno abitato.
La cappella del Cristo riprende gli elementi stilistici delle tipiche cappelle rurali, sorte nella pianura grossetana in epoca post-settecentesca all'interno di tenute o presso alcune fattorie. L'edificio si presenta a pianta rettangolare con tetto a capanna ed interno ad aula unica. Le strutture murarie esterne sono interamente rivestite in laterizio.
La cappella rientra nel territorio della parrocchia di San Rocco a Marina di Grosseto.